# Sonate pour piano no 1 de Prokofiev
La Sonate pour piano no 1 opus 1 en fa mineur est une sonate de Serge Prokofiev. Composée en 1907, elle est en un mouvement divisé en plusieurs sections enchaînées. L'œuvre est révisée en 1909, et créée le 6 mars 1910 à Moscou par le compositeur. Peu appréciée par Guy Sacre qui la juge exécrable, c'est une œuvre de jeunesse (Prokofiev a 16 ans en 1907) jugée peut-être maladroite, mais révélatrice sous certains aspects de la future personnalité du compositeur.

## Analyse de l'œuvre
1. Allegro (mesure 1 à 146)
2. Meno mosso (mesure 147 à 227)
3. Piu mosso (mesure 228 à 242)
4. Meno mosso (mesure 243 à 247)